# Rychlík vyšší kvality
A Rychlík vyšší kvality vagy röviden Rx (magyarul: magasabb minőségű gyorsvonat) egy csehországi vonatkategória, melyet a České dráhy üzemeltet. Az új vonatkategória a 2014/2015-ös menetrendben jelent meg először és a 2018/2019-es menetrendváltással tűnt el véglegesen. Ebbe a vonatkategóriába azok a belföldi gyorsvonatok tartoznak, melyek magasabb színvonalat nyújtanak, mint a hagyományos gyorsvonatok (légkondi, Wi-Fi...), mivel azonban a hagyományos vonatok is folyamatosan modernizálódnak, szükségtelenné vált ez a megkülönböztetés.

## Viszonylatok
Rx vonatok az alábbi városok között közlekedtek:
- Prága–Pilzen–Cheb;
- Prága–Pilzen–Klatovy